# 上中吉成
上中 吉成（うえなか よしなり、1969年7月16日 - ）は、大阪府泉南市出身の元プロ野球選手（外野手）。

## 来歴・人物
中学時代は4番・三塁手として大阪府大会で優勝。
泉州高時代に外野手に転向し、通算40本塁打を打った。
1987年のプロ野球ドラフト会議で西武ライオンズから6位指名を受け入団。
俊足巧打の選手としてファームではまずまずの成績を残していたが、当時黄金期の真っ只中だったチームの選手層は厚く長らく一軍出場はなかったが、黄金期終了後の1995年にようやく一軍出場を果たす。しかし、同年限りで現役を引退した。
現在は、若獅子寮（西武の若手選手寮）の副寮長、二軍育成などの担当をしている。
娘の咲葵は法政大学野球部マネージャーとして東京六大学野球の場内アナウンスを担当し、卒業後の2025年4月より東北放送にアナウンサーとして就職、5月にデビューを果たしている。

## 詳細情報

### 年度別打撃成績
| 年 度     | 球 団     | 試 合 | 打 席 | 打 数 | 得 点 | 安 打 | 二 塁 打 | 三 塁 打 | 本 塁 打 | 塁 打 | 打 点 | 盗 塁 | 盗 塁 死 | 犠 打 | 犠 飛 | 四 球 | 敬 遠 | 死 球 | 三 振 | 併 殺 打 | 打 率 | 出 塁 率 | 長 打 率 | O P S |
| --------- | --------- | ----- | ----- | ----- | ----- | ----- | -------- | -------- | -------- | ----- | ----- | ----- | -------- | ----- | ----- | ----- | ----- | ----- | ----- | -------- | ----- | -------- | -------- | ----- |
| 1995      | 西武      | 2     | 3     | 3     | 0     | 0     | 0        | 0        | 0        | 0     | 0     | 0     | 0        | 0     | 0     | 0     | 0     | 0     | 1     | 0        | .000  | .000     | .000     | .000  |
| 通算：1年 | 通算：1年 | 2     | 3     | 3     | 0     | 0     | 0        | 0        | 0        | 0     | 0     | 0     | 0        | 0     | 0     | 0     | 0     | 0     | 1     | 0        | .000  | .000     | .000     | .000  |

### 記録
- 初出場：1995年10月4日、対日本ハムファイターズ26回戦（西武ライオンズ球場）、5回裏に宮地克彦の代打として出場

### 背番号
- 65 （1988年 - 1995年）